# Pagus Teruanensis
Ne doit pas être confondu avec Ternois.

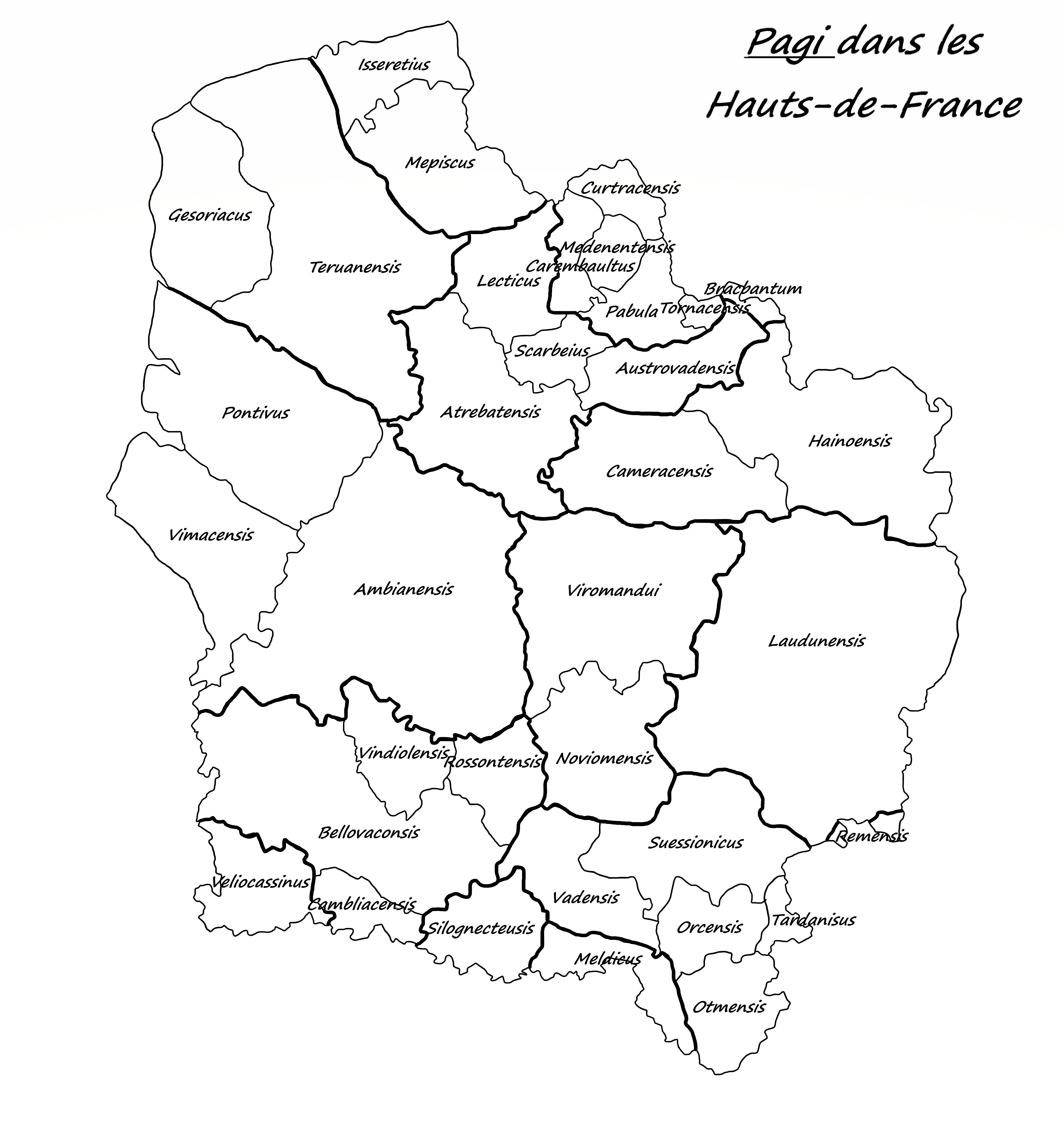
Localisation du pagus.

Le pagus Teruanensis (parfois appelé en français Ternois), fondé en 649, est une ancienne circonscription franque, dont le centre était Thérouanne.

## Situation et étendue
À l'époque franque, le pagus Teruanensis ou pagus Ternensis était compris dans le diocèse de Thérouanne. Son territoire comprenait toute la portion orientale de l'archidiaconé de l'Artois, c'est-à-dire ce qui était hors des limites du gouvernement du Boulonnais. Il faisait originellement partie de la civitas des Morins. Son territoire était limité à l'est par le Mempisque et le pagus Atrebatensis, au sud par le Ponthieu, à l'ouest par le Boulonnais. Le pagus Teruanensis est mentionné dans de nombreuses chartes du VIIe et du VIIIe siècle, notamment la charte de fondation de l'abbaye de Sithiu.

## Histoire
Au IXe siècle, le pagus Teruanensis avait pour comtes des membres de la famille des Unrochides : Unroch (cité entre 839 et 853), Adalard, fils d'Unroch, Raoul, neveu d'Adalard. À la mort de Raoul, Baudouin II de Flandre, qui était son cousin, réclama du roi l'abbaye de Saint-Bertin ; les religieux, qui le redoutaient, invoquèrent l'intervention de leur ancien abbé Foulques, devenu archevêque de Reims. C'est alors que Baudouin fait assassiner Foulques (17 juin 900) ; il réussit néanmoins à obtenir de Charles le Simple le titre d'abbé laïque et probablement aussi de comte. Le Teruanensis passa alors dans l'orbite du marquisat de Flandre. À la mort de Baudouin II, ses deux fils se partagèrent ses États. Adalolphe, le second, obtint le Teruanensis et le Boulonnais en apanage. En 933, à la mort d'Adalolphe, le comte de Flandre Arnoul Ier, son frère, récupère l'ensemble de l'héritage paternel.
Après la mort d'Arnoul Ier, le Teruanensis paraît avoir été démembré : la partie septentrionale, y compris la ville épiscopale de Thérouanne, fut conservée par les comtes de Flandre, qui la divisèrent en deux châtellenies, dont les chefs-lieux étaient Thérouanne et Saint-Omer ; et dès le milieu du XIe siècle, la partie méridionale de l'ancien pagus fut tenue en fief des comtes de Flandre par un comte qui prenait habituellement, du lieu de sa résidence, le titre de comte de Saint-Pol. Ce comte est aussi parfois désigné sous celui de « comte de Ternois » (équivalent français de Teruanensis). De là la restriction du nom de Ternois à ce comté, qui ne comprenait pourtant pas la capitale de l'ancien pagus, restriction qui fut si prononcée, que le plus fort des cours d'eau qui arrosait le comté de Saint-Pol en prit le nom de Ternoise.

## Liste des comtes duTeruanensis
- Unroch (cité entre 839 et 853)
- Adalard, fils d'Unroch
- Raoul, neveu d'Adalard
- Baudouin II de Flandre (900-918)
- Adalolphe de Boulogne (918-933)
- Arnoul Ier de Flandre (933-965)